# 1997 FZ1
1997 FZ1 är en asteroid i huvudbältet som upptäcktes den 29 mars 1997 av Beijing Schmidt CCD Asteroid Program vid Xinglong-observatoriet.